# Kecamatan Sawang (distrikt i Indonesien, lat 5,05, long 96,88)
Kecamatan Sawang (indonesiska: Sawang) är ett distrikt i Indonesien.   Det ligger i provinsen Aceh, i den västra delen av landet, 1 700 km nordväst om huvudstaden Jakarta.